# Wissenschaftsjahr 1532
Liste der Wissenschaftsjahre

◄◄ | ◄ | 1528 | 1529 | 1530 | 1531 | Wissenschaftsjahr 1532

Weitere Ereignisse
Dieser Artikel behandelt das Wissenschaftsjahr 1532.

## Ereignisse

### Biowissenschaften

#### Biologie

##### Botanik
Der deutsche Theologe und Botaniker Otto Brunfels veröffentlicht den zweiten Teil seines illustrierten botanischen Katalogs Herbarum vivae eicones (deutsch: Lebendige Bilder der Kräuter). Das in Straßburg erschienene „Kräuterbuch“ enthält die ersten gedruckten Pflanzenabbildungen, die anhand von Pflanzen aus der Natur angefertigt wurden. Dabei arbeitet er mit dem deutschen Graphiker Hans Weiditz zusammen. Das Werk gilt als Meilenstein der botanischen Literatur und markiert den Beginn der modernen Pflanzenkunde. Als Contrafayt Kreüterbuch (1532) bzw. Kreüterbuch contrafayt (1534) erscheint eine deutsche Bearbeitung.

Abbildungen aus Otto Brunfels Contrafayt Kreüterbuch (1532) mit heutigen Namen
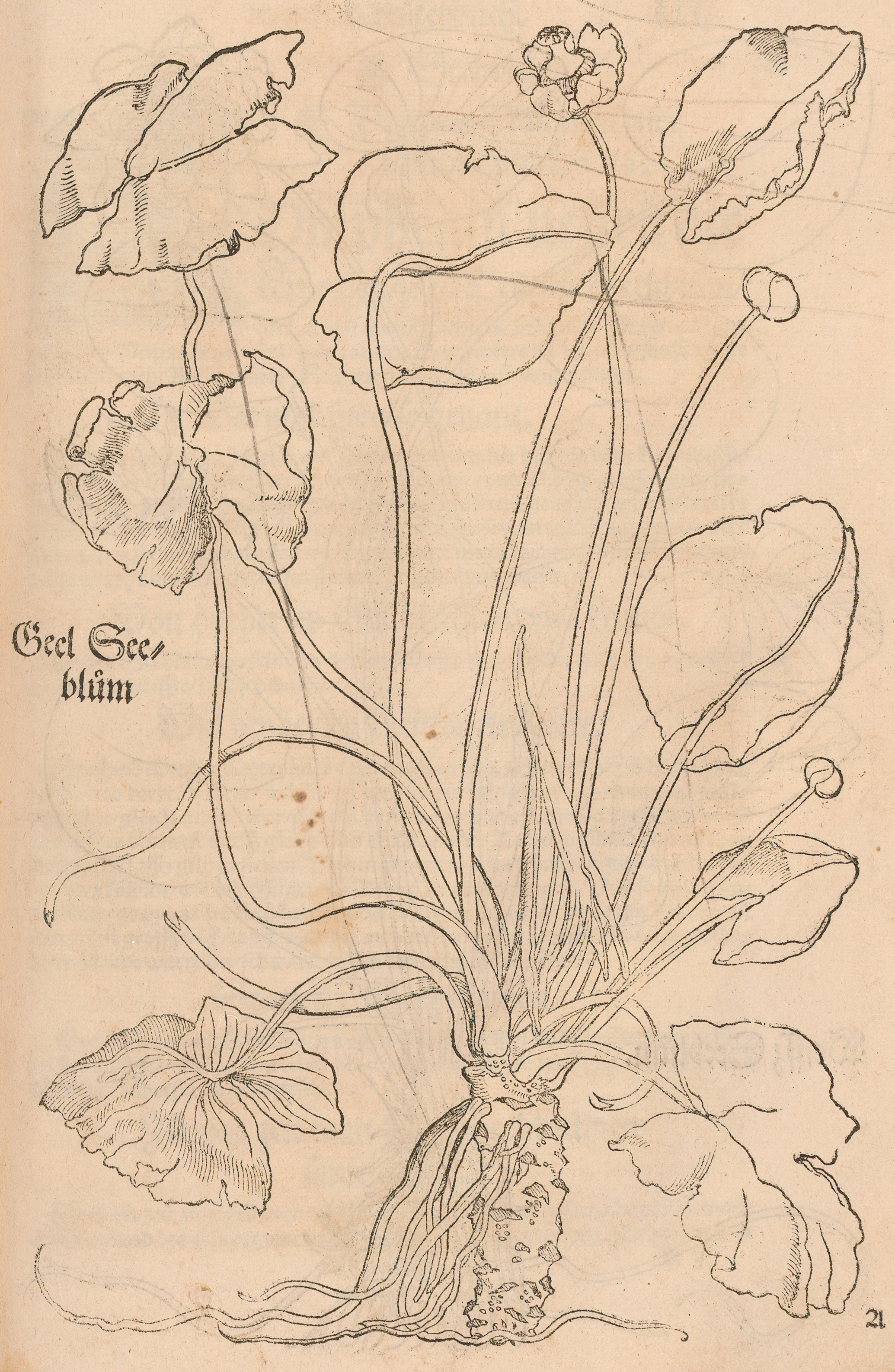
Gelbe Teichrose (Nuphar lutea)
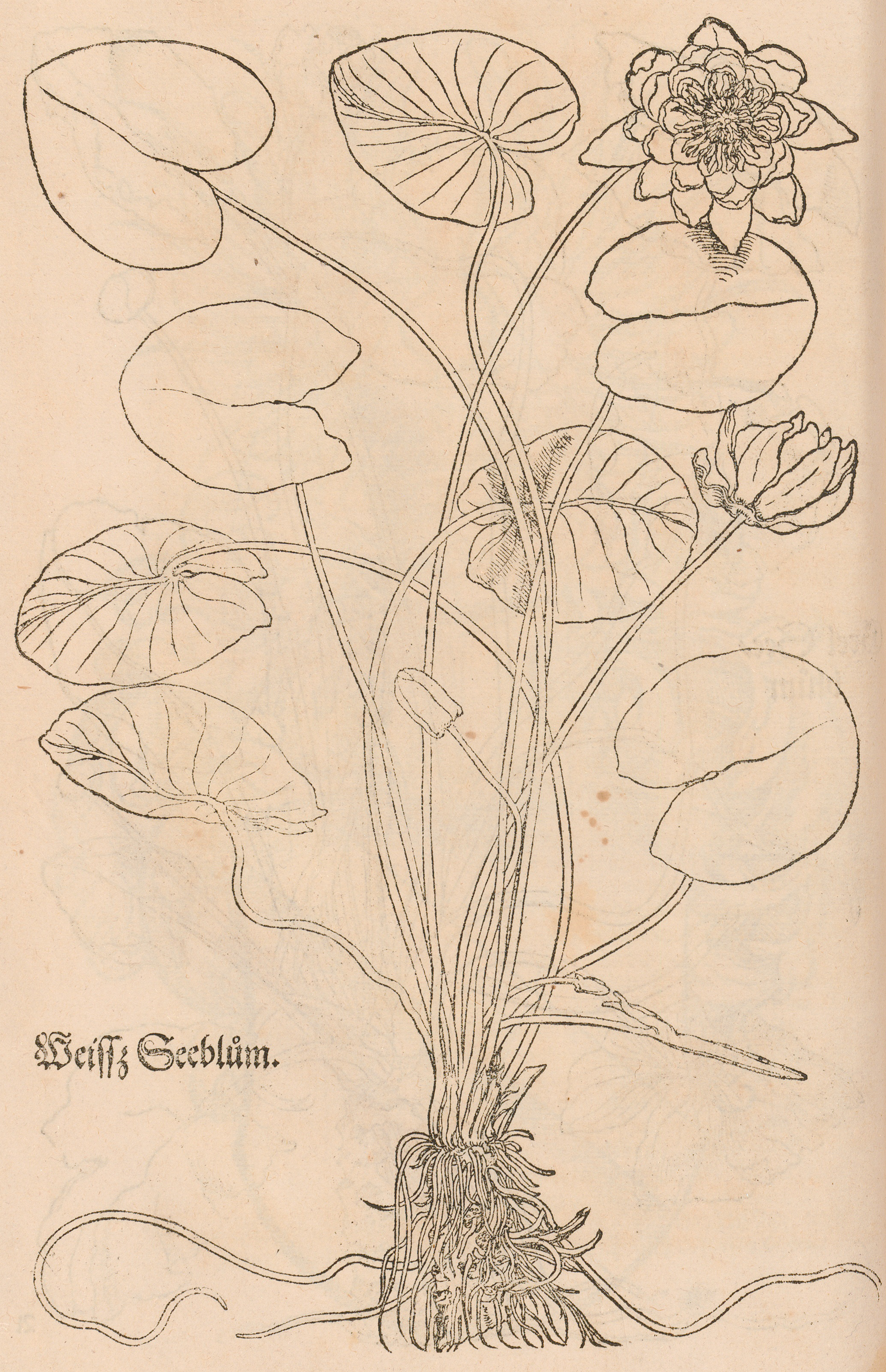
Weiße Seerose (Nymphaea alba)
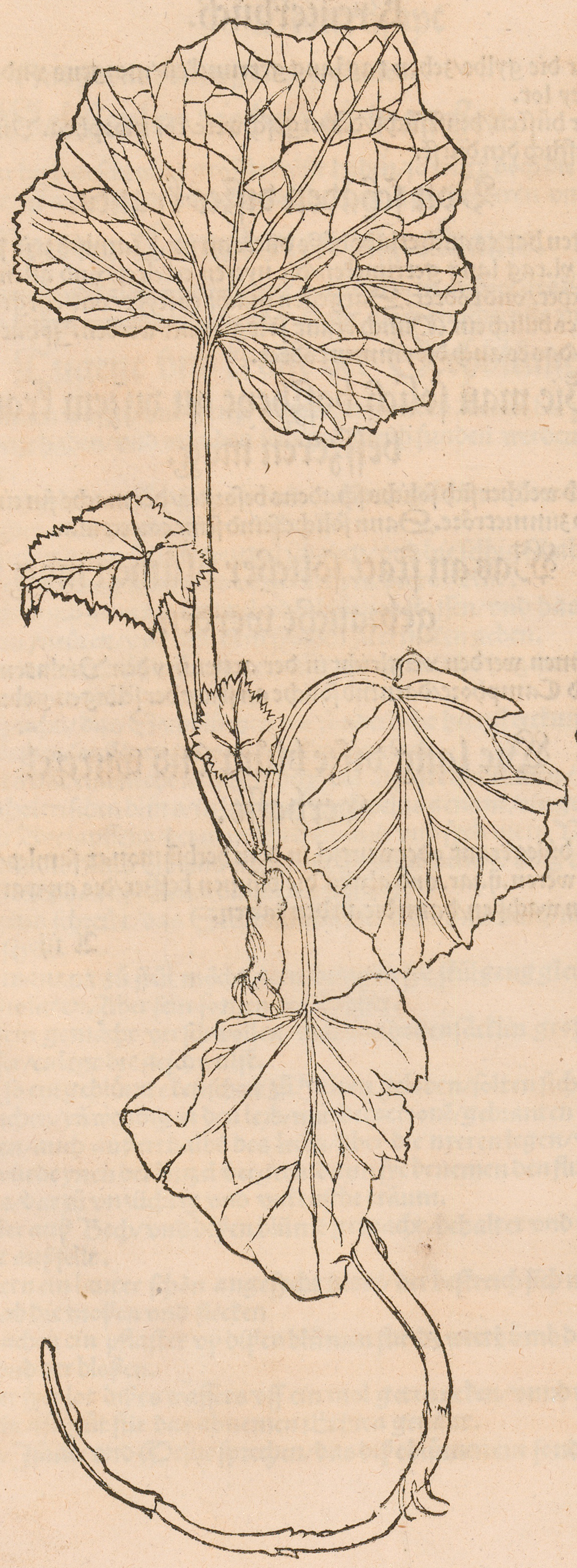
Huflattich (Tussilago farfara)
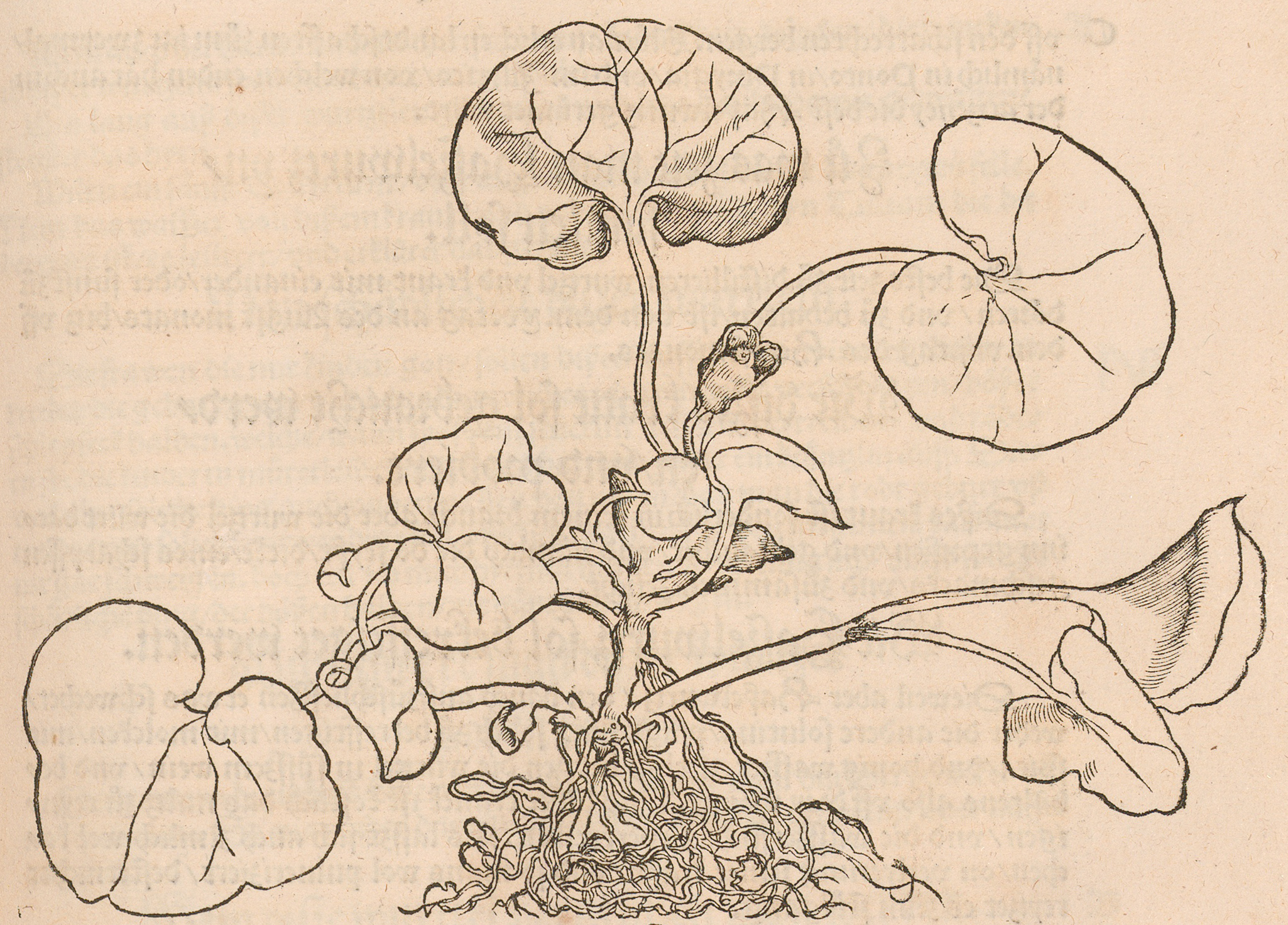
Gewöhnliche Haselwurz (Asarum europaeum)
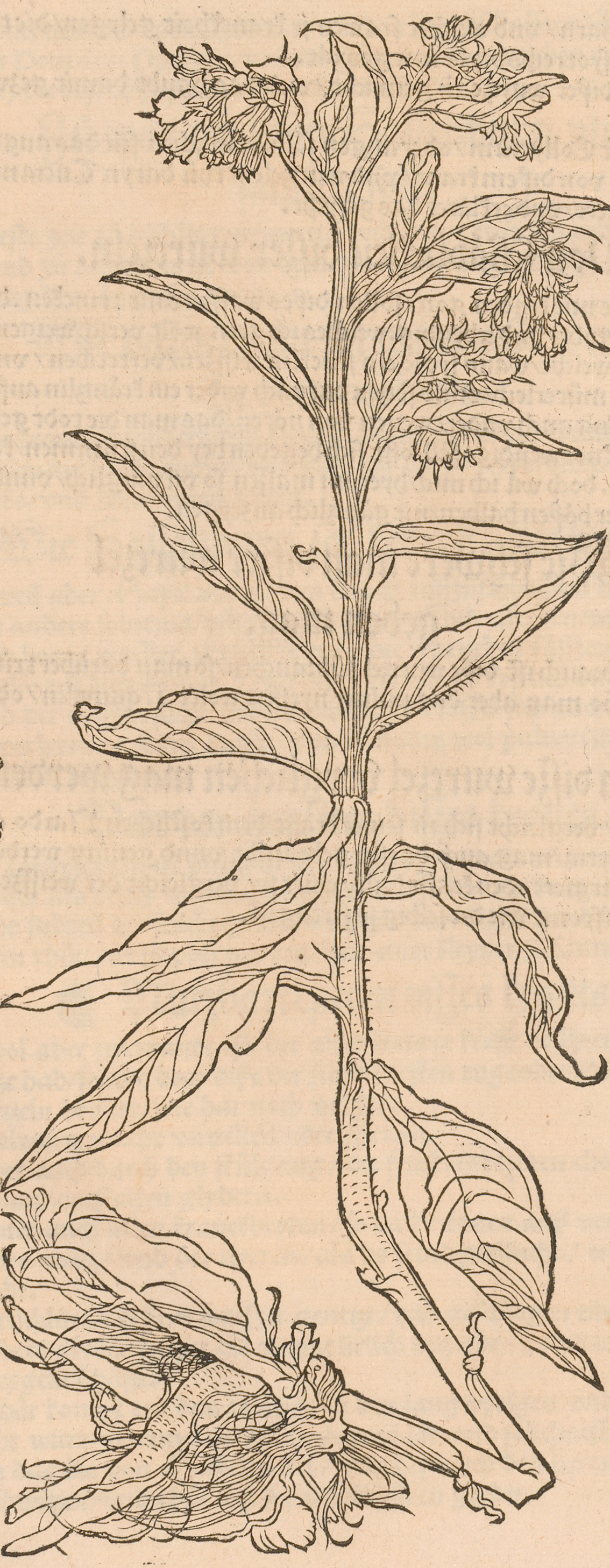
Echter Beinwell (Symphytum officinale)
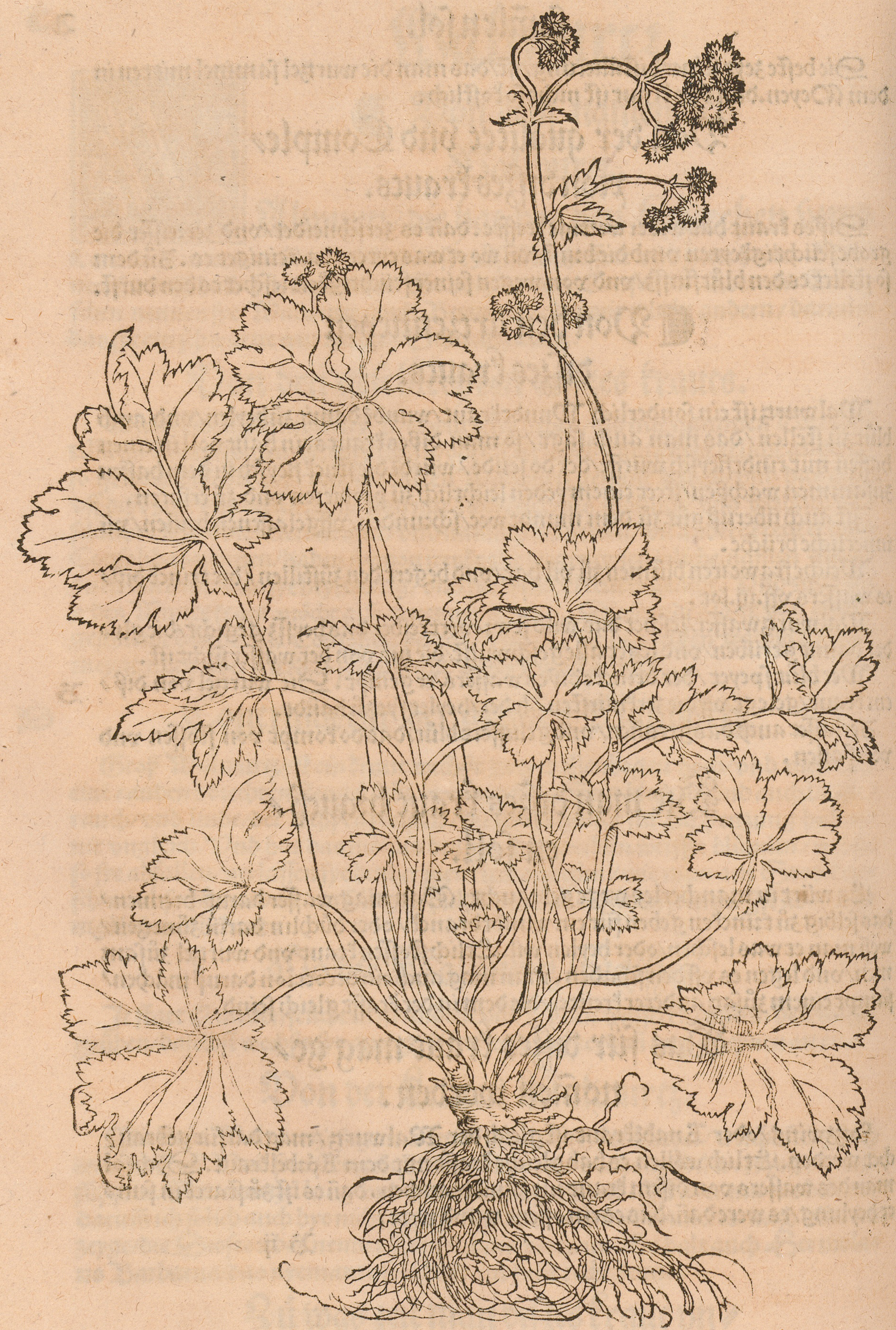
Wald-Sanikel (Sanicula europaea)
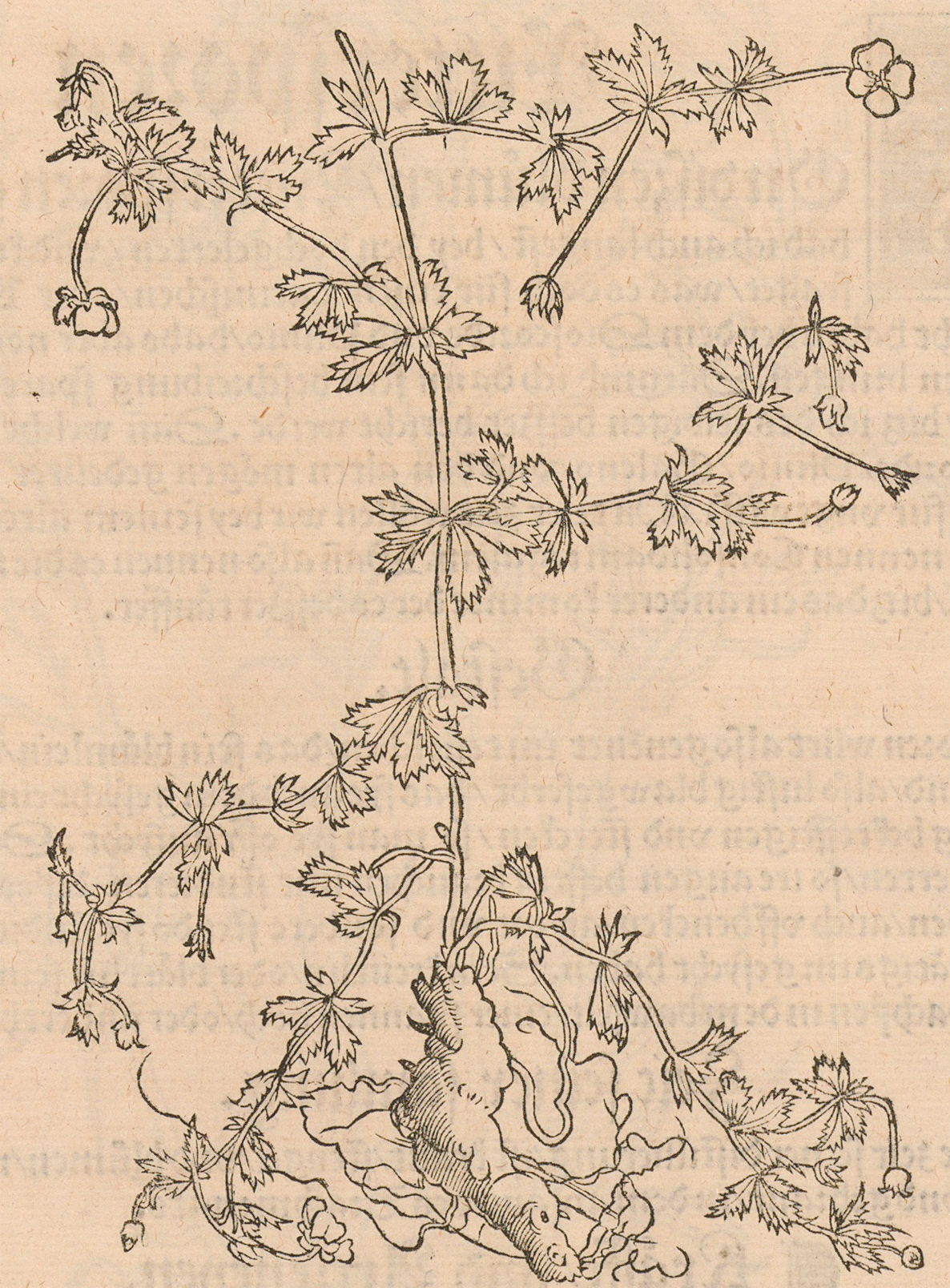
Blutwurz (Tormentilla erecta)
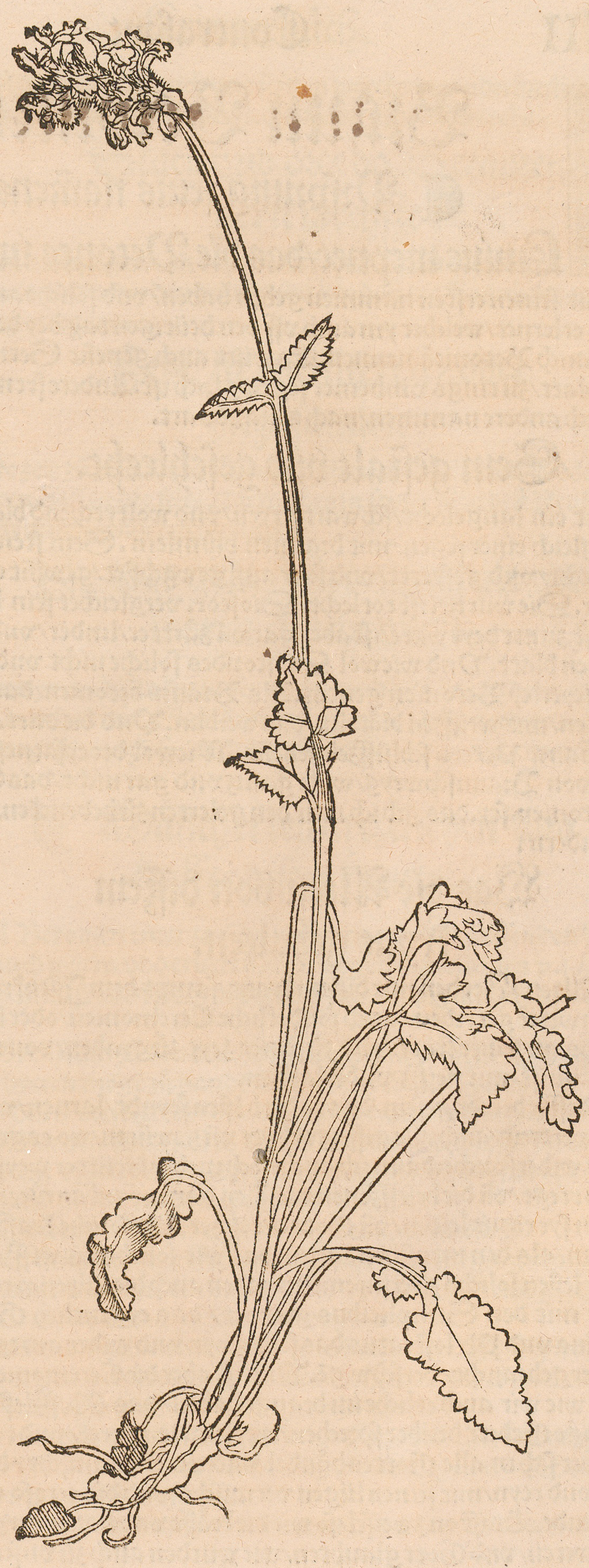
Echte Betonie (Betonica officinalis)
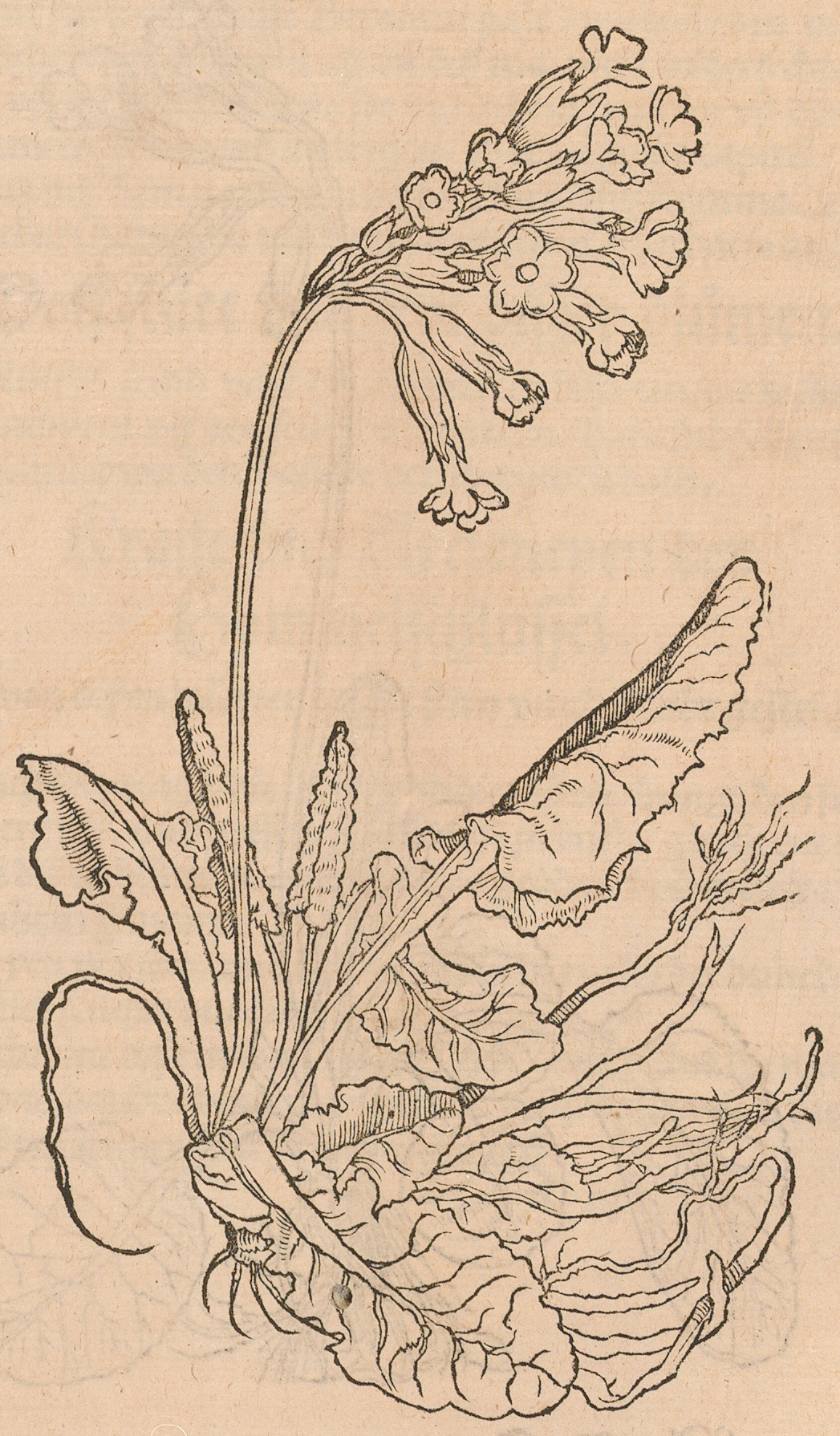
Echte Schlüsselblume (Primula veris)
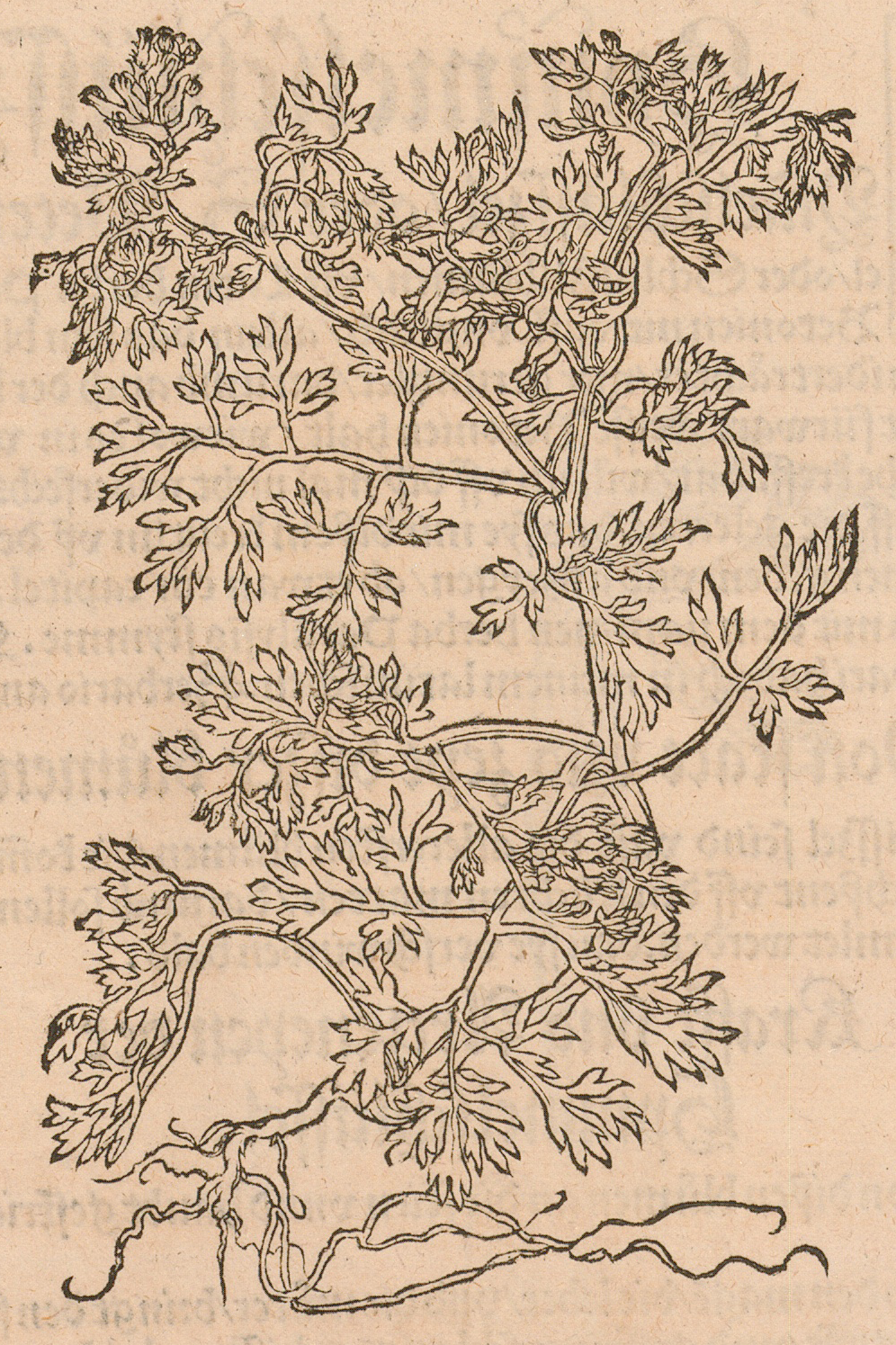
Gewöhnlicher Erdrauch (Fumaria officinalis)
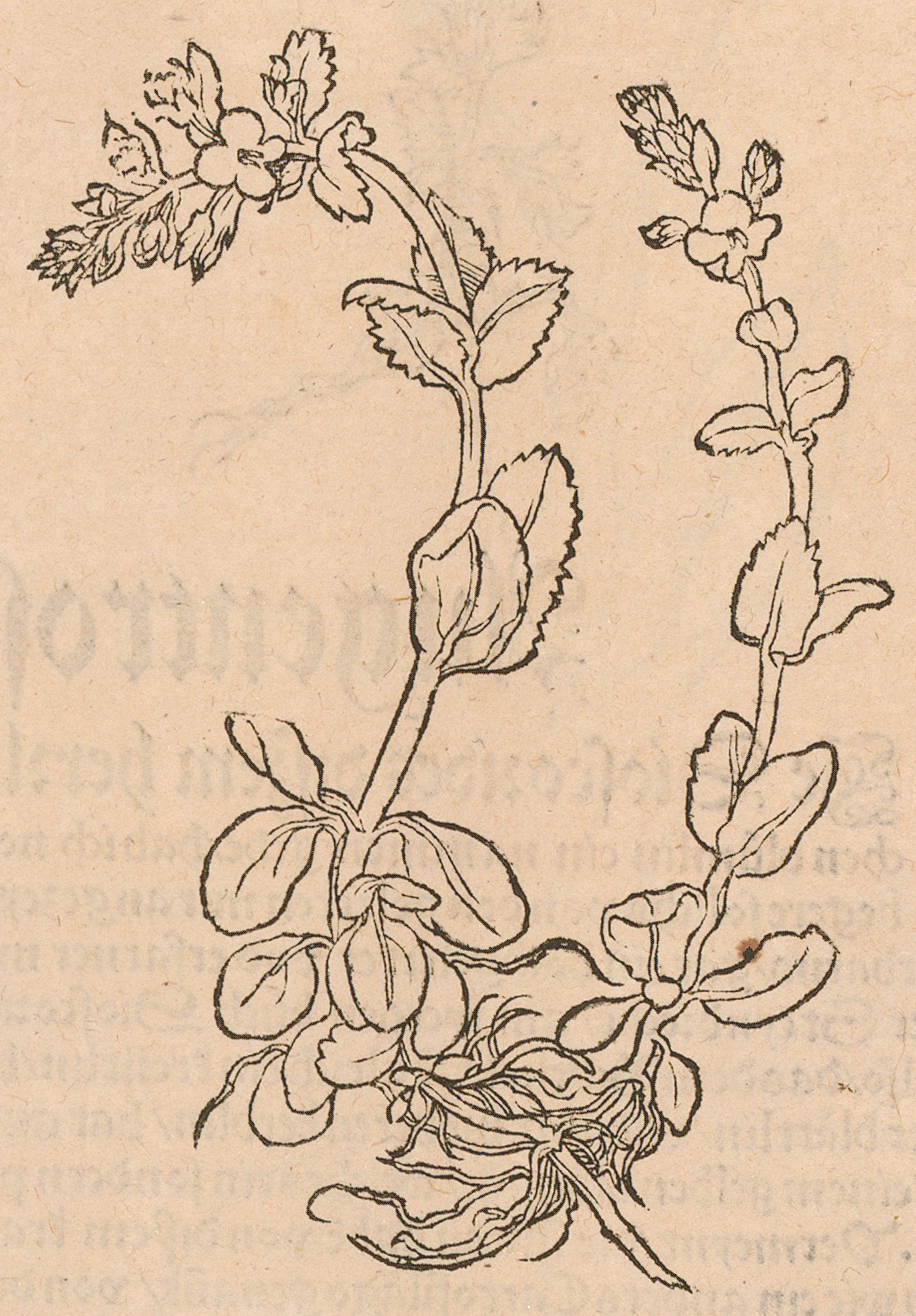
Quendel-Ehrenpreis (Veronica serpyllifolia)
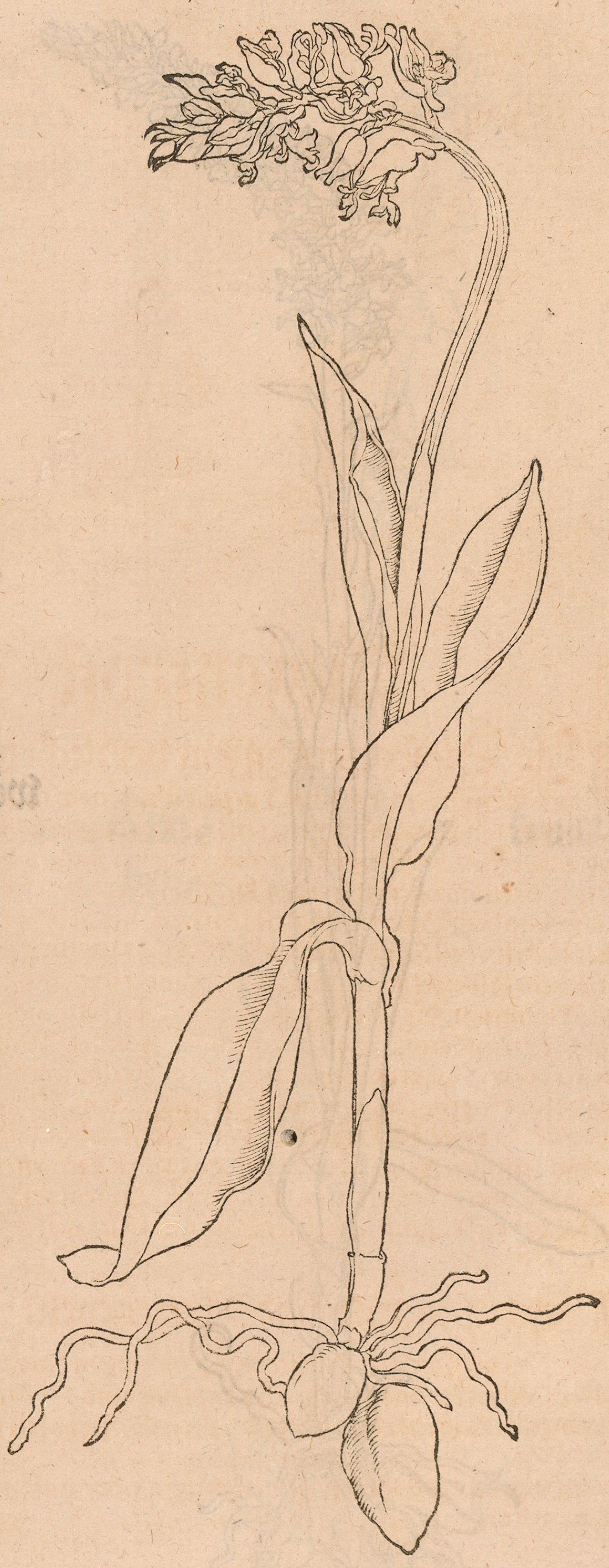
Helm-Knabenkraut (Orchis militaris)

- Der italienische Maler und Botaniker Gherardo Cibo beginnt mit der Sammlung getrockneter Pflanzen in einem Herbarium. Es handelt sich um die älteste erhaltene wissenschaftlichen Sammlung. Sie wird heute in Rom aufbewahrt.[4]
- Zuckerrohr wird erstmals in Brasilien angebaut.[1]

### Kulturwissenschaften

#### Sozialwissenschaften

##### Rechtswissenschaften
- 27. Juli: Auf dem Reichstag zu Regensburg erlässt Kaiser Karl V. mit der Constitutio Criminalis Carolina das erste Strafgesetz mit einer Strafprozessordnung in Deutschland. Basis des Gesetzes ist die 1507 unter Leitung von Johann Freiherr von Schwarzenberg verfasste Bambergische Peinliche Halsgerichtsordnung (Constitutio Criminalis Bambergensis).[5][6]

#### Geisteswissenschaften

##### Philosophie
- Nachdem am 4. Januar postum die päpstliche Druckgenehmigung erfolgt ist, wird Niccolò Machiavellis Buch Il Principe erstmals veröffentlicht.[7] Das Buch gilt als eines der ersten – wenn nicht als das erste – Werk der modernen politischen Philosophie.

### Naturwissenschaften

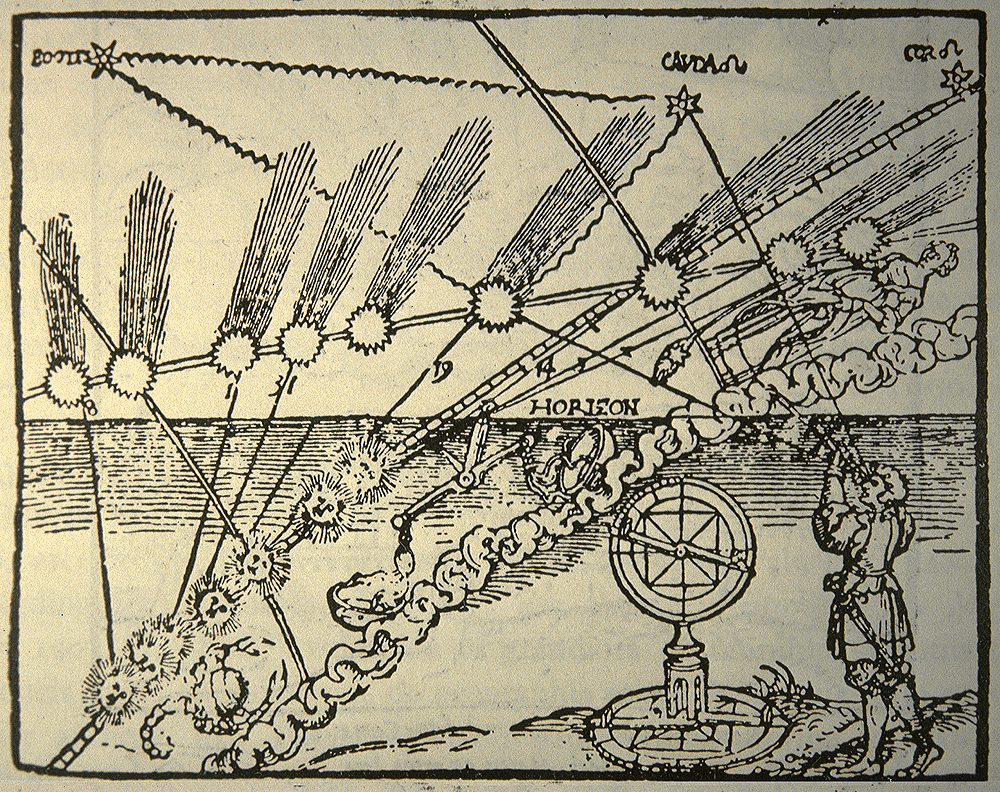
Holzschnitt aus Peter Apians Buch Ein Bericht der Kurtzer Observation ... (1532)

#### Astronomie
- Der deutsche Astronom und Geograph Peter Apian veröffentlicht in Ingolstadt sein Buch Ein Bericht der Kurtzer Observation unnd urtels des Jűngst erschinnen Cometen.[8] In diesem Werk dokumentiert er seine Beobachtungen des Kometen C/1532 R1, den er zwischen dem 25. September und dem 20. November 1532 in Leipzig und Dresden beobachten konnte. Das Buch ist eine der frühesten gedruckten wissenschaftlichen Abhandlungen über Kometen.
- Ebenfalls in Ingolstadt erscheint Peter Apians Werk Quadrans astronomicus Apiani.[9] Das Buch ist eine Anleitung zur Konstruktion und Anwendung eines astronomischen Quadranten, mit dem die Höhenwinkel und Positionen von Gestirnen ermittelt werden können.
- Der französische Mathematiker und Kartograf Oronce Fine veröffentlicht in Paris bei Simon de Colines sein Buch De Mundi Sphaera, sive Cosmographia, primáve Astronomiae parte. Libri V (Über die Sphären der Welt oder Kosmographie, der wichtigste Teil der Astronomie. Fünf Bücher).[10] Das Werk behandelt grundlegende Aspekte der Astronomie und Kosmografie und stellt eine überarbeitete und erweiterte Version seiner früheren Arbeiten dar.[11]

#### Geowissenschaften

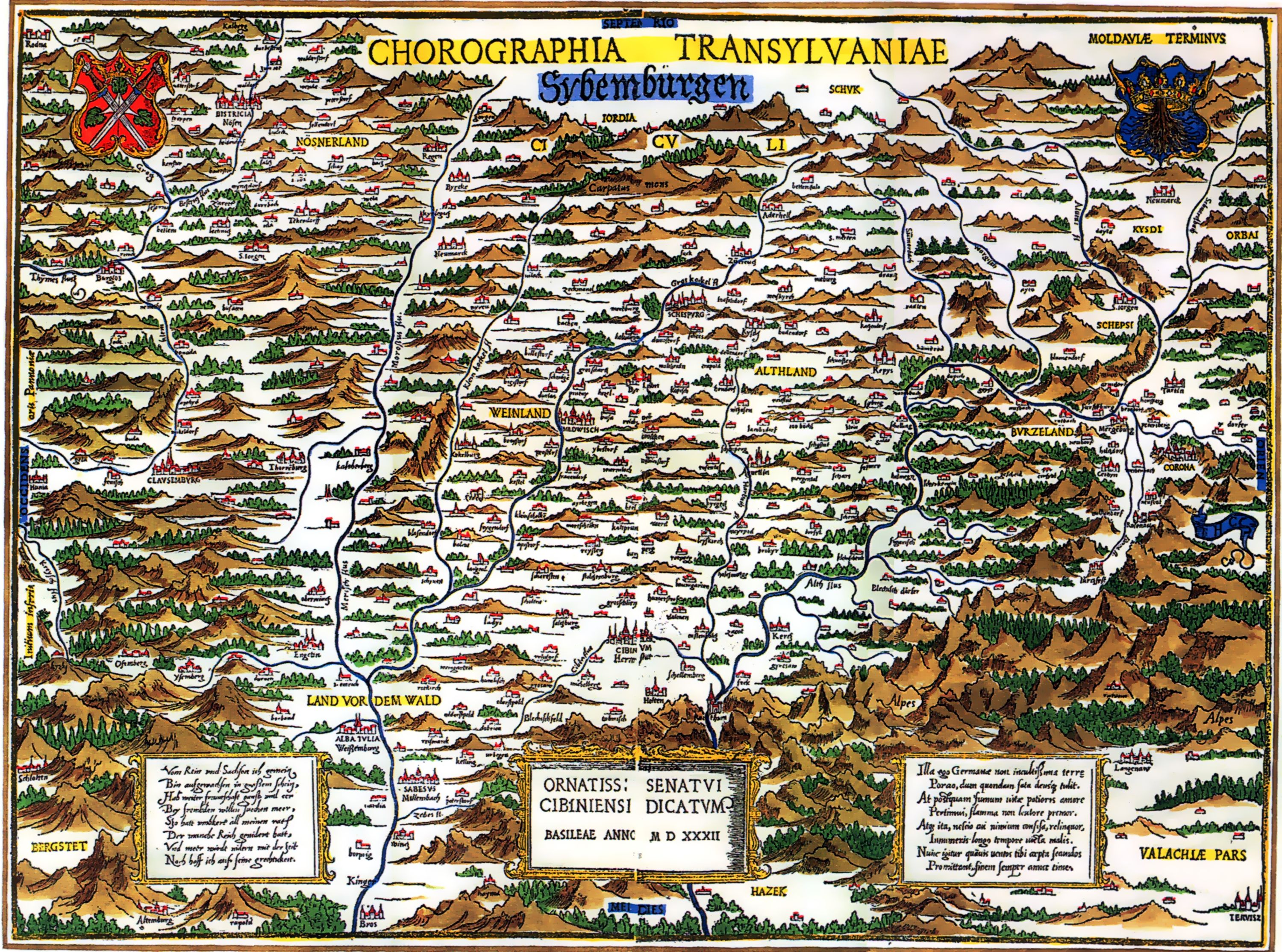
Johannes Honterus – Chorographia Transylvaniae Sybembürgen (1532)

##### Geographie
- Der deutsche Theologe, Mathematiker, Astronom, Geograph und Humanist Jacob Ziegler veröffentlicht in Straßburg seine geographische Abhandlung Quae intus continentur Syria, Palestina, Arabia, Aegyptus, Schondia, Holmiae... . Das Werk kombiniert klassische Quellen mit biblischen und zeitgenössischen Informationen und enthält acht doppelseitige Holzschnittkarten, die sowohl den Nahen Osten als auch Nordeuropa abbilden.[12]
- Der siebenbürgische Gelehrte, Reformator und Humanist Johannes Honterus veröffentlicht eine Karte von Siebenbürgen, bekannt als Chorographia Transylvaniae Sybembürgen.[13] Das in Basel herausgegebe Werk zeigt Siebenbürgen in einer detaillierten Darstellung, die sowohl geografische als auch politische Aspekte berücksichtigt.
- Der deutsch-schweizerische Kosmograph und Hebraist Sebastian Münster erstellt seine Weltkarte mit dem Titel Typus Cosmographicus Universalis[14]. Sie wird erstmals in der Basler Ausgabe des Novus Orbis Regionum von Johann Huttich und Simon Grynaeus veröffentlicht, wobei Münster eine ausführliche Einführung mit dem Titel Typi Cosmographici et Declaratio et usus beisteuert[15].

### Strukturwissenschaften

#### Mathematik
- Der französische Mathematiker Oronce Fine veröffentlicht in Paris sein Buch Protomathesis[16]. Es handelt sich um das erste umfassende mathematische Lehrbuch Frankreichs.[17]

## Geboren

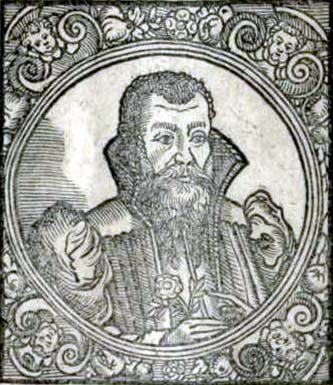
Johannes Rosa; * 12. Januar

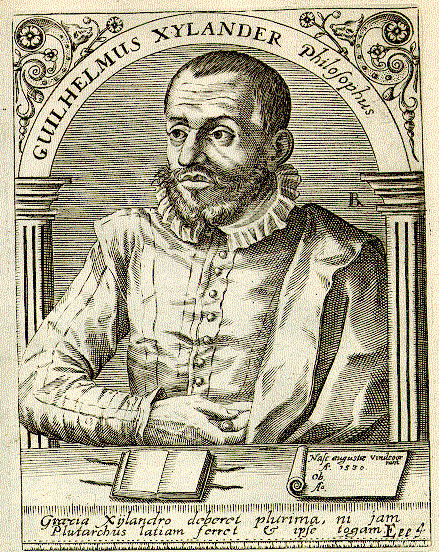
Guilehelmus Xylander; * 26. Dezember

### Geburtsdatum gesichert
- 12. Januar: Johannes Rosa, deutscher Historiker, Moralphilosoph und lutherischer Theologe († 1571)
- 25. Januar: Owen Günther, deutscher Philosoph und Mediziner († 1615)
- 29. Januar: Lorenz Dürnhofer, deutscher evangelischer Theologe († 1594)
- 04. Juli: Paolo Rannusio, Humanist und Geschichtsschreiber († 1600)
- 04. Juli: Friedrich Widebrand, deutscher evangelischer Theologe († 1585)
- 23. Oktober: Joachim Cureus, deutscher theologischer Schriftsteller, Historiker und Mediziner († 1573)
- 20. Dezember: Hector Mithobius, deutscher Arzt und Astronom sowie Stadtphysikus in Hannover († 1607)
- 26. Dezember: Guilielmus Xylander, deutscher Gelehrter und Humanist († 1576)

### Genaues Geburtsdatum unbekannt
- Eli ibn Chajim, jüdischer Gelehrter, Großrabbiner († um 1606)
- Helias Heimanns, deutscher Dekan, Siegler und Rektor der Universität Trier († 1604)
- Fabrizio Mordente, italienischer Mathematiker, Erfinder des Achtspitzenzirkels († um 1608)
- Miles de Norry, französischer Mathematiker und Dichter († 1586)
- Thomas Penny, britischer Arzt, Geistlicher, Botaniker und Entomologe († 1589)
- Wolfgang Peristerus, deutscher evangelischer Theologe († 1592)
- Ezechias Reich, deutscher Mediziner und Hochschullehrer († 1572)
- Martin Ruland der Ältere, deutscher Arzt, Alchemist und Gräzist († 1602)
- Philipp Simonis, Notar des Speyerer Domstifts, Historiker und Chronist († 1587)
- Wang Wenlu, konfuzianischer Gelehrter († 1605)

### Geboren um 1532
- Pedro Sarmiento de Gamboa, spanischer Seefahrer und Kosmograph († 1592)
- Tulsidas, indischer Dichter und Philosoph († 1623)

## Gestorben

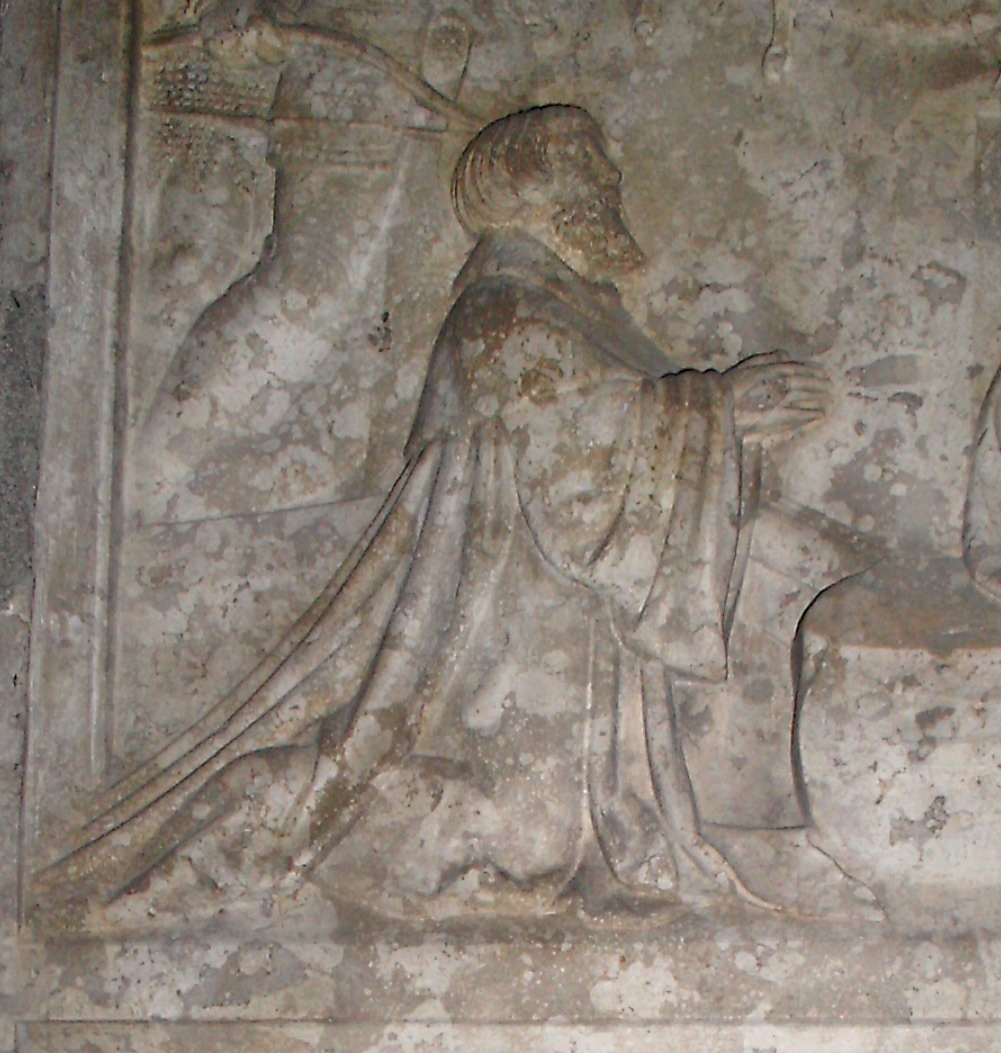
Caspar Schober; † 20. November

### Todesdatum gesichert
- 21. Februar: Erhard Etzlaub, deutscher Kartograph, Kompassbauer, Astronom und Arzt (* um 1460)
- 02. April: Jacob Lemp, deutscher Theologe, Jurist und Hochschullehrer (* zwischen 1460 und 1470)
- 23. Juli: Laurentius Bosshart, Schweizer Chronist (* um 1490)
- 09. September: Bartholomäus Arnoldi, deutscher Professor der Philosophie und Theologie (* um 1465)
- 20. September: Heinrich Stackmann, deutscher Mediziner, Philologe, Physiker, Dichter und Humanist (* 1485)
- 20. November: Caspar Schober, deutscher Jurist, Richter am Reichskammergericht in Speyer (* 1504)

### Genaues Todesdatum unbekannt
- Rembertus Giltzheim, deutscher Mediziner und Hochschullehrer (* 15. Jahrhundert)
- Wilhelm Kopp, Schweizer Mediziner und Leibarzt des Königs Franz I. von Frankreich (* um 1461)
- Lowo Khenchen Sönam Lhündrub, tibetisch-buddhistischer Gelehrter (* 1456)
- Diego de Ordaz, spanischer Konquistador und Entdecker (* 1485)